# Medicopter 117 – Jedes Leben zählt
Medicopter 117 – Jedes Leben zählt  ist eine zwischen 1997 und 2007 im Auftrag von RTL und ORF von der MR Film hergestellte Fernsehserie über die riskanten Einsätze zweier Rettungshubschrauber-Teams.

## Über die Serie
Gedreht wurde am Heliport in St. Johann im Pongau in Österreich. Auch zahlreiche andere Schauplätze liegen in den Regionen Pongau, Pinzgau und Lungau sowie in weiteren Teilen Österreichs und Südbayerns.

## Serieninhalt

### Handlung
Spannende Rettungsaktionen, dramatische Schicksale und Geschichten rund um Haupt- und Nebendarsteller sind der Stoff der Serie.
Die Retter fliegen in zwei Schichten mit je einem Piloten, einem Sanitäter und einem Notarzt. So ist der Helikopter zu jeder Tageszeit einsatzbereit.
Zu Beginn der Serie standen medizinische Notfallversorgungen oder Bergungen von Verletzten, wenn auch meist auf dramatische Weise inszeniert, noch deutlich im Vordergrund. Zwar spielten auch hier schon Verbrechen wie Entführungen etc. eine Rolle, waren aber eher die Rahmenhandlung, in die die eigentliche Arbeit der Notärzte eingebettet wurde.
In späteren Staffeln wurden jedoch immer häufiger Folgen mit Bombendrohungen, Lösegeldforderungen, Entführungen der Crew, Explosionen etc. gedreht, die Actionserien wie Alarm für Cobra 11 – Die Autobahnpolizei ähnelten. Der eigentliche Charakter der Serie, die präklinische Notfallmedizin, geriet so oftmals etwas in den Hintergrund.

### Charaktere
Die ersten beiden Teams bestanden aus Pilot Thomas Wächter, Notarzt Dr. Michael Lüdwitz und Sanitäter Peter Berger sowie der Pilotin Biggi Schwerin, Notärztin Dr. Gabriele „Gabi“ Kollmann und Sanitäter Ralf Staller. Chef der Basis (Stützpunktleiter) war Frank Ebelsieder, ein gesetzesbewusster, aber im Notfall auch sehr loyaler Vorgesetzter. Ralfs Hund Gonzo, ein ausgebildeter Lawinensuchhund, begleitete die Crews auf ihren Einsätzen.
Nach einem schweren Helikopterabsturz des Teams um Dr. Kollmann, bei dem Biggi fast gestorben wäre, geben Gabriele und Ralf ihre zunächst geheimgehaltene Liebesbeziehung öffentlich preis. Kurz vor der später geplanten Hochzeit verliert Gabriele bei einem Einsatz ihr Leben. Ralf kommt mit der neuen Notärztin Dr. Karin Thaler gut klar, zieht aber in die USA.
Der Stützpunktleiter Frank Ebelsieder verlässt die Basis aufgrund eines attraktiven Jobangebotes in der Zentrale bereits davor; vorerst übernimmt Dr. Lüdwitz die Stützpunktleitung.
Der neue Sanitäter Enrico Contini verliebt sich direkt in die Pilotin Biggi Schwerin, und er versteht sich sehr gut mit Dr. Lüdwitz, der bei einem Einsatz beobachtet, wie die Russenmafia einen Mord begeht. Nach einer gefährlichen Flucht muss er jedoch in das Zeugenschutzprogramm aufgenommen werden; dies trifft besonders Karin, die mit Michael ein Paar ist, sowie auch seinen besten Freund, Thomas Wächter, sehr hart.
Der neue Notarzt Dr. Mark Harland wird bei seinem ersten Einsatz direkt auf eine harte Probe gestellt. Die beiden Crews arbeiten wunderbar zusammen. Peter lernt unterdessen Enricos Schwester Stella kennen und kommt mit ihr zusammen. Nachdem Stella von Peter schwanger ist, wird geheiratet. In einem atemberaubenden Einsatz rettet die Crew Stella und dem ungeborenen Sohn von Peter das Leben. Es erscheint der neue Controller Gunnar E. Höppler Junior, der die Aufgabe der Stützpunktleitung übernimmt.
In Folge 48 Flucht ohne Wiederkehr gelingt es der Russenmafia, Dr. Michael Lüdwitz zurück nach Deutschland zu locken. Dieser jedoch merkt, dass etwas nicht stimmt, und verursacht einen Unfall. Bei der Flucht wird er schwer verletzt und trifft nachts seinen besten Freund Thomas auf der Basis. Das Versteck wird von der Mafia jedoch entdeckt und Lüdwitz wird in ein Bergwerk gebracht, in dem er einbetoniert werden soll. Thomas befreit Michael und lockt den neuen Kopf der Mafia in eine Falle: Er fällt in die Grube und versinkt im Beton. Bei der Flucht beginnt der Stollen zu explodieren. Thomas hilft Michael aus der Falle, stürzt dabei unglücklicherweise und muss zusehen, wie der Stollen um sich explodiert. Die Crew versuchte von einem anderen Eingang aus Thomas noch zu retten, konnten aber leider nur noch seinen Helm bergen. Der Verlust trifft vor allem Peter Berger sehr hart. Lüdwitz wird danach für tot erklärt, denn damit erreicht er, dass nicht mehr nach ihm gesucht wird. Der neue Pilot ist Jens Köster.
In der Folge Verschollen (Folge 54) stürzt Pilotin Biggi Schwerin bei einem Einsatz in den Bergen schwer. Mit einer Meisterleistung gelingt es Enrico, den Helicopter aus dem Funkschatten zu bewegen. In der Folge Im Labyrinth stellt sich dann heraus, dass Biggi nie wieder fliegen können wird. Sie zieht in die USA, um dort an einem Simulator Piloten auszubilden. Ihre Nachfolge als Pilotin der B-Crew tritt Gina Aigner an, die bereits seit der Folge Der Zug als Trainee auf der Basis arbeitet.
Die nächste Veränderung der Crew steht in der Folge Verschüttet (Folge 63) an. Biggi Schwerin kommt aus den USA zurück und will mit Enrico ein Wochenende in den Bergen verbringen. Dabei werden die beiden jedoch Zeugen, wie sich ein Mädchen verletzt. Die beiden retten das Kind und wollen es mit einem gefundenen Wohnmobil in Sicherheit bringen. Auf der Fahrt ins Krankenhaus geschieht jedoch ein Unfall und das Wohnmobil wird unter einem Erdrutsch begraben. Buchstäblich in letzter Sekunde gelingt es der A-Crew die Verschütteten zu retten. Biggi und Enrico beschließen, zusammen nach Italien zu ziehen und das Hotel von Enricos Eltern zu übernehmen.
In der Folge Das Feuerwerk (Folge 64) steht die Crew nun ohne Sanitäter der B-Crew da. Pilot Jens Köster erinnert sich an eine lange zurückliegende Saniausbildung und fliegt einen Einsatz als Ersatz mit. Der Einsatz führt die Crew zu einem Rockfestival, wo sie den Roadie Florian Lenz treffen. Nur wenig später wird die Crew – inzwischen endgültig ohne Sanitäter – erneut zum Rockfestival gerufen. Nun stellt sich heraus, dass Florian Lenz ausgebildeter Sanitäter ist, noch dazu auf einer BK 117. Am Ende der Folge tritt er den neuen Job bei Medicopter 117 als Sanitäter an.

## Besetzung
Die Tabellen enthalten die Besetzung der 81 Episoden (wie in der Episodenliste), für die Besetzung des Pilotfilms siehe:

### Hauptdarsteller
| Schauspieler            | Rollenname                     | Rolle       | Episoden                        | Staffeln | Bemerkungen / Ausstiegsgrund                                                                                                |
| ----------------------- | ------------------------------ | ----------- | ------------------------------- | -------- | --- |
| Manfred Stücklschwaiger | Thomas Wächter †               | Pilot       | 1–48                            | 1–5      | In einem Bergwerk verbrannt                                                                                                 |
| Sabine Petzl            | Biggi Schwerin                 | Pilotin     | 1–56, 63                        | 1–6      | Ist nach einem Unfall nicht mehr flugtauglich und darf daher nicht mehr als Pilotin arbeiten, zieht mit Enrico nach Italien |
| Hans Heller             | Jens Köster                    | Pilot       | 49–81                           | 5–7      | |
| Julia Cencig            | Gina Aigner                    | Pilotin     | 47–57, 59–81                    | 5–7      | |
| Rainer Grenkowitz       | Dr. Michael Lüdwitz            | Notarzt     | 1–37, 48                        | 1–5      | Vor Russen-Mafia ins Zeugenschutzprogramm geflüchtet / offiziell für tot erklärt.                                           |
| Anja Freese             | Dr. Gabriele „Gabi“ Kollmann † | Notärztin   | 1–23                            | 1–3      | Nach Explosion auf einem stillgelegten Fabrikgelände an schweren Verbrennungen und einem toxischen Lungenödem gestorben     |
| Roswitha Meyer          | Dr. Karin Thaler               | Notärztin   | 25–57, 59–81                    | 3–7      | |
| Urs Remond              | Dr. Mark Harland               | Notarzt     | 39–81                           | 4–7      | |
| Serge Falck             | Peter Berger                   | Sanitäter   | 1–81                            | 1–7      | |
| Wolfgang Krewe          | Ralf Staller                   | Sanitäter   | 1–34                            | 1–3      | Zieht in die USA |
| Tom Mikulla             | Enrico Contini                 | Sanitäter   | 35–57, 59–63                    | 4–6      | Zieht mit Biggi nach Italien, um mit ihr gemeinsam das Hotel seiner Eltern zu übernehmen                                    |
| Jo Weil                 | Florian „Flo“ Lenz             | Sanitäter   | 64–81                           | 6–7      | |
| Hanno Pöschl            | Max                            | Mechaniker  | 1–81                            | 1–7      | |
| Axel Pape               | Frank Ebelsieder               | Basisleiter | 1–20, 24, 26–29, 31             | 1–3      | Ehemaliger Basisleiter / Verlässt die Basis                                                                                 |
| Gilbert von Sohlern     | Gunnar Eros Höppler Jr.        | Basisleiter | 45, 47–48, 51–52, 55, 57, 59–81 | 4–7      | Basisleiter |
| Barbara Demmer          | Heidi Oberhuber                | Sekretärin  | 1–2, 4, 6–8                     | 1        | taucht nach der 1. Staffel ohne Grund nicht mehr auf                                                                        |

#### Rolleneinteilung der Hubschrauberbesatzung nach Staffeln
| Staffel                   | 1                                                          | 2                                                          | 3                                                          | 4                                                          | 5                                                          | 6                                                          | 7                                                          |
| ------------------------- | ---------------------------------------------------------- | ---------------------------------------------------------- | ---------------------------------------------------------- | ---------------------------------------------------------- | ---------------------------------------------------------- | ---------------------------------------------------------- | ---------------------------------------------------------- |
| Notarzt                   |                                                            |                                                            |                                                            |                                                            |                                                            |                                                            |                                                            |
| Dr. Michael Lüdwitz       |                                                            |                                                            |                                                            |                                                            |                                                            |                                                            |                                                            |
| Dr. Gabriele Kollmann     |                                                            |                                                            |                                                            |                                                            |                                                            |                                                            |                                                            |
| Dr. Karin Thaler          |                                                            |                                                            |                                                            |                                                            |                                                            |                                                            |                                                            |
| Dr. Mark Harland          |                                                            |                                                            |                                                            |                                                            |                                                            |                                                            |                                                            |
| Dr. Martin Cristberg      |                                                            |                                                            |                                                            |                                                            |                                                            |                                                            |                                                            |
| Pilot                     |                                                            |                                                            |                                                            |                                                            |                                                            |                                                            |                                                            |
| Thomas Wächter            |                                                            |                                                            |                                                            |                                                            |                                                            |                                                            |                                                            |
| Biggi Schwerin            |                                                            |                                                            |                                                            |                                                            |                                                            |                                                            |                                                            |
| Jens Köster               |                                                            |                                                            |                                                            |                                                            |                                                            |                                                            |                                                            |
| Gina Aigner               |                                                            |                                                            |                                                            |                                                            |                                                            |                                                            |                                                            |
| Rene Meier                |                                                            |                                                            |                                                            |                                                            |                                                            |                                                            |                                                            |
| Martin Eschborn           |                                                            |                                                            |                                                            |                                                            |                                                            |                                                            |                                                            |
| Sanitäter                 |                                                            |                                                            |                                                            |                                                            |                                                            |                                                            |                                                            |
| Peter Berger              |                                                            |                                                            |                                                            |                                                            |                                                            |                                                            |                                                            |
| Ralf Staller              |                                                            |                                                            |                                                            |                                                            |                                                            |                                                            |                                                            |
| Enrico Contini            |                                                            |                                                            |                                                            |                                                            |                                                            |                                                            |                                                            |
| Florian Lenz              |                                                            |                                                            |                                                            |                                                            |                                                            |                                                            |                                                            |
| Katja Heinemann           |                                                            |                                                            |                                                            |                                                            |                                                            |                                                            |                                                            |
| Lena Lassen               |                                                            |                                                            |                                                            |                                                            |                                                            |                                                            |                                                            |
| Legende                   |                                                            |                                                            |                                                            |                                                            |                                                            |                                                            |                                                            |
| Farbbedeutung: Hauptrolle | Farbbedeutung: Episodenrolle (keine Erwähnung im Vorspann) | Farbbedeutung: Episodenrolle (keine Erwähnung im Vorspann) | Farbbedeutung: Episodenrolle (keine Erwähnung im Vorspann) | Farbbedeutung: Episodenrolle (keine Erwähnung im Vorspann) | Farbbedeutung: Episodenrolle (keine Erwähnung im Vorspann) | Farbbedeutung: Episodenrolle (keine Erwähnung im Vorspann) | Farbbedeutung: Episodenrolle (keine Erwähnung im Vorspann) |

### Nebendarsteller
| Schauspieler            | Rollenname                  | Rolle                                     | Episoden                                                    | Staffel(n) | Bemerkung/Ausstiegsgrund |
| ----------------------- | --------------------------- | ----------------------------------------- | ----------------------------------------------------------- | ---------- | --- |
| Gesche Tebbenhoff       | Vera Wächter †              | Ex-Frau von Thomas                        | 3, 8, 10–11, 13                                             | 1–2        | Stirbt nach einem Autounfall an schweren inneren Verletzungen                                                                        |
| Nicola Etzelstorfer     | Lisa Wächter                | Tochter von Thomas                        | 5, 10–11, 13–14, 17, 21–22, 30, 34, 37–38, 40–41, 43, 48–49 | 1–5        | zieht nach dem Tod ihres Vaters zu ihrem Onkel                                                                                       |
| Laura Mazzuchelli       | Laura Wächter               | Tochter von Thomas                        | 10–11, 13–14, 17, 21–22, 30, 34, 37–38, 40–41, 43, 48–49    | 1–5        | zieht nach dem Tod ihres Vaters zu ihrem Onkel                                                                                       |
| Christine Mayn          | Margarethe Lüdwitz          | Ex-Ehefrau von Michael                    | 6–11                                                        | 1–2        | |
| Julius Jellinek         | Dirk Lüdwitz                | Sohn von Michael                          | 6–11, 13–14, 17, 21                                         | 1–2        | flüchtet zusammen mit seinem Vater ins Zeugenschutzprogramm in die USA                                                               |
| Helma Gautier           | Angela Kollmann             | Mutter von Gabriele                       | 2, 19                                                       | 1–2        | |
| Michou Pascale Anderson | Barbara                     | Ex-Verlobte von Peter                     | 5–7, 9–11                                                   | 1–2        | Trennung von Peter |
| Aladin                  | Gonzo                       | Lawinensuchhund von Ralf                  |                                                             |            | geht mit Ralf in die USA |
| Chrissy Schulz          | Victoria Fischer            | Polizistin, Affäre von Peter              | 5–7                                                         | 1          | Trennung von Peter nach einer vorgetäuschten Schwangerschaft                                                                         |
| Alexander Strobele      | René Meier                  | Vertretung von Biggi                      | 9–10                                                        | 2          | Biggi entschied sich wieder zu fliegen, weswegen er nicht mehr benötigt wurde                                                        |
| Carmen-Maja Antoni      | Veronika Edberg             | Haushälterin in Thomas und Michaels WG    | 14, 17, 22                                                  | 2–3        | war nach einiger Zeit nicht mehr erforderlich                                                                                        |
| Saskia Valencia         | Katja Heinemann             | Vertretung von Peter                      | 15–16                                                       | 2          | Vertretungszeit abgelaufen |
| Nicolas König           | Axel Wertheim               | Anwalt und Ex-Freund von Biggi            | 19–24                                                       | 2–3        | Trennung von Biggi |
| Gregor Seberg           | Dr. Martin Cristberg        | Vertretung von Michael                    | 28–29, 31, 34                                               | 3          | Michael kehrte zurück, also nahm er eine andere Stelle an                                                                            |
| Simone Heher            | Jenny Neuhaus               | Ex-Freundin von Ralf                      | 29–33                                                       | 3          | geht mit Ralf in die USA |
| Edita Malovčić          | Stella Berger, geb. Contini | Enricos Schwester                         | 38–41, 44–52, 55, 57–60, 62–65, 67–69                       | 4–6        | Zieht nach Italien zu ihrer Mutter, anschließend zu Biggi, Enrico und ihren Eltern um sich besser um Oliver kümmern zu können        |
| Martin Halm             | Martin Eschborn             | Auszubildender Pilot                      | 45                                                          | 4          | musste nach mehreren verbotenen Flugmanövern die Lizenz abgeben                                                                      |
| Tabea Tiesler           | Lena Lassen †               | Auszubildende Sanitäterin                 | 45                                                          | 4          | Hängt sich in die Sicherung eines Verletzten, welche unter dem Gewicht von beiden abreißt und mit beiden Personen in die Tiefe fällt |
| Shandra Schadt          | Anna Köster                 | Tochter von Jens                          | 52, 55, 57–58, 60, 62, 64, 67, 69–70, 72                    | 5–6        | |
| Benedikt Stenger        | Oliver Berger               | Stellas und Peters Sohn                   |                                                             |            | geht mit Stella zu Enrico und Biggi nach Italien                                                                                     |
| Sylvia Agnes Muc        | Yvonne                      | Mitbewohnerin von Florian                 | 65, 67                                                      | 6          | |
| Christian Tasche        | Kai Menhoff                 | Chef der Personalabteilung von Medicopter | 69–72                                                       | 6          | |

## Stunts
Viele der Stunt-Szenen wurden von den Schauspielern selbst durchgeführt; diese haben sich nur in den seltensten Fällen doubeln lassen, was auch mitunter einer der Ausstiegsgründe vieler Darsteller war. Durch extreme Sicherheitsvorkehrungen am Set konnten größere Verletzungen vermieden werden, jedoch hatte sich Serge Falck bei den Dreharbeiten zur 4. Staffel eine Schulterluxation zugezogen. Beim Dreh der Folge Inferno (5. Staffel) sollte der Schauspieler Serge Falck (als Peter Berger) im Wasser treibend an Bord des Hubschraubers gehievt werden. Durch den vom Hubschrauber entstandenen Downwash wurde er jedoch immer wieder unter die Wasseroberfläche gedrückt und bekam kaum noch Luft. Daraufhin wurde die Szene von den Sicherheitsexperten abgebrochen. Am Set galt immer die Devise „Sicherheit zuerst“.

## Hubschrauber

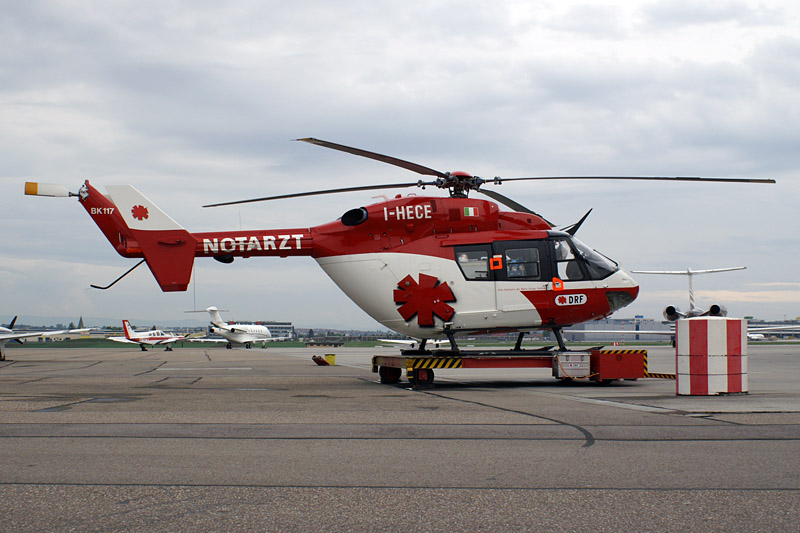
Die I-HECE/D-HECE mit DRF-Lackierung

Ein wichtiger Bestandteil der Serie waren die eingesetzten Helikopter vom Typ MBB/Kawasaki BK 117. Zu Zeiten der Jahrhundertflut 2002 im Süden und Osten Deutschlands mussten die Dreharbeiten zur neuen Staffel unterbrochen werden, da man den Helikopter für Hilfseinsätze im Krisengebiet benötigte.
Das Design der MBB/Kawasaki BK 117 wurde eigens für die Serie entworfen. Die erste Maschine mit dem Luftfahrzeugkennzeichen D-HECE wurde für die ersten vier Staffeln von der Deutschen Rettungsflugwacht (heute: DRF Luftrettung) geleast. Nach dem Ende ihrer Medicopter-Karriere flog die Maschine zunächst im bekannten Farbkleid als Ersatzmaschine für die DRF, bevor sie in Italien als Rettungshubschrauber mit dem neuen Kennzeichen I-HECE flog. Heute befindet sich die I-HECE wieder in Deutschland, wo sie bei der DRF im einheitlichen Farbkleid als Ersatzmaschine eingesetzt wurde, bis die BK 117 im Frühjahr 2007 wieder in Deutschland als D-HECE zugelassen wurde und seither wieder bei der DRF an wechselnden Standorten im Einsatz ist.
Im Rahmen der Serie wurde mit Hilfe von Klebefolien aus der D-HECE oftmals eine fiktive Ersatzmaschine; so war sie teilweise in Einzelfolgen als D-HEOE und D-HEGE zu sehen.

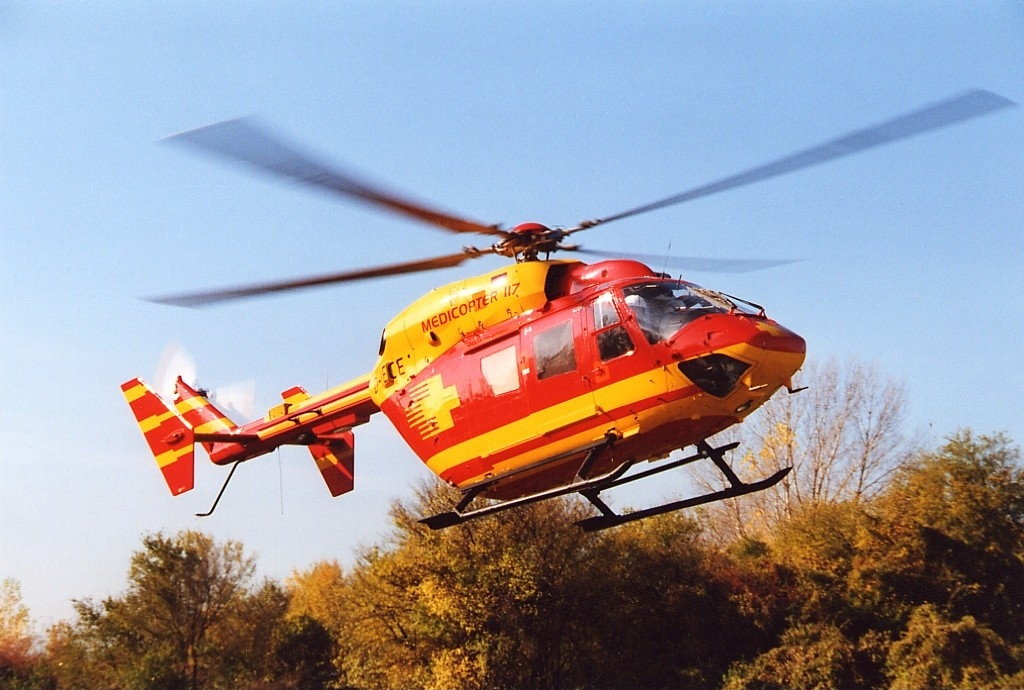
D-HEOE im Medicopter-Design

Die zweite Maschine, die ab der 5. Staffel eingesetzt wurde, trägt noch heute das Kennzeichen D-HEOE. Sie wurde seinerzeit ebenfalls im bekannten Medicopter-Design lackiert; das Kennzeichen wurde für die Dreharbeiten abgeklebt, um aus dem O ein C zu machen. Auch die D-HEOE verkörperte in mehreren Folgen eine fiktive Ersatzmaschine. Hierfür wurde wieder mit Klebefolie nachgeholfen, um das Kennzeichen D-HFOF oder D-HEGE entstehen zu lassen. In den Staffeln 5 bis 7 ist jedoch häufiger Archivmaterial der D-HECE zu sehen.
Nach dem Ende der Dreharbeiten wurden die Medicopter-117-Embleme überklebt; die Maschine wurde zunächst als Rettungshubschrauber bei der IFA – Internationale Flugambulanz e. V. in Leipzig eingesetzt, danach wurde die Maschine bis Winter 2006 an die DRF – Deutsche Rettungsflugwacht e. V. verchartert. Ab 2007 wurde die Maschine wieder mit Medicopter-117-Beklebung durch die Firma Helicopter Travel Munich (HTM) eingesetzt, die die Maschine bereits seit längerem zum Verkauf angeboten hatte.  Inzwischen ist der Medicopter 117 bei DL Helicopter in Hamburg.
Ab Winter 2010 war die D-HEOE an die Firma Flymed GmbH vermietet und flog dort in Österreich Rettungseinsätze als Airmed 2 in Scharnstein, Bezirk Gmunden (Oberösterreich).
Wegen verschiedener Schwierigkeiten musste Flymed am 3. Oktober 2010 den Betrieb in Scharnstein einstellen.
Danach wurde der Hubschrauber nach Straubing gebracht, um einen Triebwerkwechsel durchzuführen. Im September 2011 wurde der Hubschrauber auf dem Gelände von Eurocopter in Donauwörth gesehen. Die Maschine wurde dort mit einer Notschwimmeranlage ausgerüstet, um an ihrem neuen Standort in Nordholz – wo sie für DL Helicopter unter anderem im Offshore-Bereich eingesetzt werden soll – sicher über See operieren zu können. Im Frühjahr 2015 soll die Maschine jedoch umlackiert werden.
In allen Staffeln hat Hans-Jürgen Ostler (HTM) die BK 117 geflogen.

## Das Ende der Serie
Kurz nach dem Drehschluss der 7. Staffel gab RTL bekannt, nicht weiter in die Dreharbeiten zu investieren.
Als Grund gab man an: „Wir haben alles gezeigt was es zu zeigen gab, normale Rettungen, Rettungen auf Schiffen, Rettungen in den Bergen, Rettungen von Helikopter zu Helikopter, Rettungen auf Autobahnbrücken und viele, sehr viele dramatische Szenen. Dies würde sich mit der Zeit alles nur ähneln oder sogar wiederholen. Deshalb sehen wir uns gezwungen bei 82 Folgen in 7 Staffeln zu verbleiben.“ (RTL Pressetext)

## DVD / Blu-ray
Bisher sind folgende Staffeln der Serie auf DVD / Blu-ray – herausgegeben von der KSM GmbH – erschienen:
| Titel                                          | Erscheinungsdatum | Spieldauer   | Anzahl Discs |
| ---------------------------------------------- | ----------------- | ------------ | ------------ |
| Pilotfilm                                      | 9. Dez. 2008      | 91 Minuten   | 1            |
| Medicopter 117 – Staffel 1                     | 9. Okt. 2008      | 363 Minuten  | 3            |
| Medicopter 117 – Staffel 2                     | 12. Feb. 2009     | 663 Minuten  | 4            |
| Medicopter 117 – Staffel 3                     | 20. Mai 2009      | 596 Minuten  | 4            |
| Medicopter 117 – Staffel 4                     | 5. Nov. 2009      | 551 Minuten  | 4            |
| Medicopter 117 – Staffel 5                     | 4. Feb. 2010      | 645 Minuten  | 4            |
| Medicopter 117 – Staffel 6                     | 3. Mai 2010       | 598 Minuten  | 4            |
| Medicopter 117 – Staffel 7                     | 11. Okt. 2010     | 366 Minuten  | 3            |
| Medicopter 117 – Die komplette Serie           | 20. Okt. 2014     | 3845 Minuten | 27           |
| Medicopter 117 – Die komplette Serie – Blu-ray | 19. Juni 2017     | 3885 Minuten | 7            |

## Trivia
Anlässlich der Medimeisterschaften 2017 schrieben Medizinstudenten aus Mainz das Lied Medicopter Mainz17 und erreichten damit den ersten Platz der deutschen Spotify Viral Charts. Tobee coverte dieses Lied und erreichte mit der an den Mainstream angepassten Version Helikopter 117 Platz 81 der deutschen Charts und eine Goldene Schallplatte.